# Мфоко, Фелекезела
Репорт Пелекезела Мпоко (англ. Report Phelekezela Mphoko; 11 июня 1940, Гвизана, Южная Родезия — 6 декабря 2024,  Индия) — зимбабвийский государственный и политический деятель, политик, второй вице-президент Зимбабве, а также посол Зимбабве в России, Ботсване и ЮАР.
С 21 ноября по 24 ноября 2017 года, после отставки Роберта Мугабе с поста президента Зимбабве, де-юре должен был стать исполняющим обязанности президента, однако, поскольку он покинул страну и был исключён из правящей партии ЗАНУ-ПФ, его официальный статус был под вопросом.

## Биография
Родился в 1940 году в местечке Гвизане, округа Буби, провинция Северный Матабелеленд, Южная Родезия.
Среднюю школу окончил в г. Булавайо. В 1959–1960 гг. учился в Экспериментальном училище сельского хозяйства в Тшолотшо .
В 1963 г. был арестован за нападение на полицейского, и приговорён к трём годам тюрьмы, но заключение было отложено на период рассмотрения апелляции. В том же году был избран делегатом съезда политической партии People’s Caretaker Council. В 1964 г. PCC послал Мпоко и ряд других кандидатов (Альберта Нзеле, Уолтера Мбамбо, Сэма Мпофу) на обучение военному делу за границу.
С мая 1964 года по февраль 1965 года Мпоко обучался в СССР по специальности «тыловое обеспечение войск».
В 1967 г. он стал членом Объединённого военного командования Народной революционной армии Зимбабве (ЗИПРА), ответственным за тыловое обеспечение.
В 1976 г. он был делегатом на конференции в Мапуту, когда ЗИПРА, военное крыло Союза африканского народа Зимбабве (ЗАПУ) и военное крыло Зимбабвийского африканского национального союза (ЗАНУ) — Африканская национально-освободительная армия (ЗАНЛА) были объединены в единый «Патриотический фронт».
Незадолго до того, как Зимбабве получила независимость, он был назначен представителем ЗАПУ в Мозамбике. В то время Мпоко плотно работал с Джейкобом Зумой (будущим президентом ЮАР), который даже присутствовал на свадьбе Мпоко в 1977 году.
В 1979 году участвовал в конференции в Ланкастер-Хаусе, которая определила будущую независимость Зимбабве.
Входил в комиссию, которая разработала государственный флаг Зимбабве.
В 1981 году был заместителем директора департамента в Министерстве труда Зимбабве.
В 1987 году поступил на дипломатическую службу, работал в Мозамбике и Австрии, после этого был направлен на работу в Управление ООН по наркотикам и преступности.
В 2002 году назначен послом Зимбабве в Ботсване. С 2005 по 2010 годы был послом Зимбабве в России. В 2010 назначен послом Зимбабве в ЮАР.
В декабре 2014 года был назначен на пост одного из вице-президентов Зимбабве вместе с Эммерсоном Мнангагвой (президент Зимбабве с 2018 года). Одновременно с этим был министром по вопросам национального примирения. Его назначение на пост вице-президента вызвало возмущение некоторых членов ЗАНУ-ПФ, которые утверждали, что Мпоко долгое время не занимал какую-либо руководящую должность в правительстве и плохо знаком с ситуацией в Зимбабве, так как он слишком долго не был в стране.
Во время политического кризиса в Зимбабве в конце ноября 2017 года после отставки Роберта Мугабе с поста президента Зимбабве, де-юре Мпоко должен был стать исполняющим обязанности президента, однако незадолго до этого он уехал с официальным визитом в Японию и отсутствовал в стране. Так как он принадлежал к партийной фракции сторонников Грейс Мугабе, которая потерпела поражение, он не стал возвращаться в страну. 19 ноября исключён из правящей партии ЗАНУ-ПФ. Срок полномочий Мпоко в качестве вице-президента официально закончился со вступлением на пост президента Мнангагвы после отставки кабинета министров 27 ноября 2017 года.
Мпоко вернулся в Зимбабве 1 декабря 2017 года, получив от президента Мнангагвы гарантии, что его не будут преследовать. Однако в августе 2019 года против него было начато расследование. Ему вменялось превышение полномочий в бытность работы на посту вице-президента.
Скончался 6 декабря 2024 года в Индии после продолжительной болезни в возрасте 84 лет. На момент смерти он был старейшим из оставшихся в живых бывших вице-президентов страны.

## Семья
Его жена Лоринда — из Мозамбика, считается близкой к семье Машел. У вице-президента остался сын Сикококела и две дочери — Сихумбузо и Сидудузо.
По сообщениям, семья Мпоко владеет 51 % отделений супермаркетов Choppies в Зимбабве, Сикококела Мпоко является управляющим директором компании. У семьи есть акции в Motovac Зимбабве, где Сикококела также является директором, и ферма в районе Буби.